# 虞庆则
虞慶則（？—598年1月22日），中国隋朝軍人，本姓魚，京兆郡櫟陽县人。

## 生平
北周灵武太守虞祥之子，仕北周，历任中外府行参軍、外兵参軍事、袭封父亲的沁源县公爵位。578年，受儀同大将軍之位，任并州总管長史。579年，为開府儀同三司。与越王宇文盛、高熲平定稽胡之乱。任石州总管，稽胡8000户归服。
581年，隋朝建国，進位大将軍，转任内史監、吏部尚書、京兆尹、封彭城郡公、兼任新都总監，主管大興城营造。582年冬，突厥侵入隋朝境内，慶則为元帥討突厥。隋軍受严寒之苦，手指冻掉的有1000人。達奚長儒率騎兵2000人進別道，受突厥軍包围，慶則按兵不救，達奚長儒孤軍作战，死者十之八九。文帝没有問責慶則。慶則转任尚書右僕射。
後突厥沙钵略可汗摄图願归順隋朝，求隋朝派重臣来使，文帝以慶則为使者入突厥。摄图的慇懃態度是慶則派長孫晟劝説的，摄图与弟葉護受詔，愿称臣朝貢。摄图贈慶則1000匹馬，将女儿嫁给慶則为妻。文帝以慶則功高，没有追問。慶則受上柱国之位，封魯国公，食邑任城县1000户。
589年，平定南朝陳後，文帝幸晋王楊广之邸，与群臣共进酒会，慶則与高熲、楊素祝文帝長寿。文帝大喜，称願諸公子孫世代富貴。慶則转任右衛大将軍、右武候大将軍。
597年，嶺南李賢叛乱，慶則为桂州道行軍总管征讨。他妻弟趙什柱为府長史随行。趙什柱与慶則愛妾私通，恐事情发觉，便向文帝说慶則不愿遠征。李賢之乱平定後，慶則眺望潭州臨桂鎮的山川形勢，说：“此诚险固，加以足粮，若守得其人，攻不可拔”，派趙什柱到長安奏报平叛形势。趙什柱到長安，诬告慶則叛乱計划，慶則被处死。

## 子女
- 虞孝仁
- 虞澄道

## 传記資料
- 司馬光，《資治通鑑》
- 《隋書》卷四十 列传第五
- 《北史》卷七十三 列传第六十一

| 前任： 赵煚 | 隋朝尚书右仆射 584年—589年 | 繼任： 苏威 |